# Список ссавців Островів Теркс і Кейкос
Список ссавців Островів Теркс і Кейкос містить перелік видів ссавців, зареєстрованих на території Островів Теркс і Кейкос згідно з відомостями МСОП. У перелік не включено забрідлих і свійських ссавців. 

## Природоохоронні статуси
Із 13 зазначених у таблиці видів 1 — перебуває під загрозою вимирання, 1 є уразливим, для 4 видів даних недостатньо.
Для виділення охоронного статусу кожного виду за оцінками МСОП використовуються такі позначення:
| EN | Endangered     | Види під загрозою вимирання |
| VU | Vulnerable     | Уразливі види               |
| LC | Least Concern  | Найменший ризик             |
| DD | Data Deficient | Даних недостатньо           |

## Список
| Українська назва        | Латинська назва            | Автор таксона    | Статус МСОП | Зображення |
| Ряд: Cetartiodactyla    |                            |                  |             |            |
| Родина: Balaenopteridae |                            |                  |             |            |
| Смугач малий            | Balaenoptera acutorostrata | Lacépède, 1804   | LC          |            |
| Сейвал                  | Balaenoptera borealis      | Lesson 1828      | EN          |            |
| Смугач Едена            | Balaenoptera edeni         | Anderson 1878    | DD          |            |
| Горбач                  | Megaptera novaeangliae     | Borowski, 1781   | LC          |            |
| Родина: Delphinidae     |                            |                  |             |            |
| Гринда короткоплавцева  | Globicephala macrorhynchus | Gray 1846        | DD          |            |
| Псевдокосатка           | Pseudorca crassidens       | Owen 1846        | DD          |            |
| Стенелла пантропічна    | Stenella attenuata         | Gray 1846        | LC          |            |
| Стенелла смугаста       | Stenella coeruleoalba      | Meyen, 1833      | LC          |            |
| Стено                   | Steno bredanensis          | Lesson 1828      | LC          |            |
| Афаліна звичайна        | Tursiops truncatus         | Montagu 1821     | LC          |            |
| Родина: Physeteridae    |                            |                  |             |            |
| Когія короткоголова     | Kogia breviceps            | Blainville, 1838 | DD          |            |
| Когія плосконоса        | Kogia sima                 | Owen 1866        | DD          |            |
| Ряд: Sirenia            |                            |                  |             |            |
| Родина: Trichechidae    |                            |                  |             |            |
| Ламантин американський  | Trichechus manatus         | Linnaeus, 1758   | VU          |            |